# Zemsta (film 1956)
Zemsta – polski film komediowy z 1956 roku w reżyserii Antoniego Bohdziewicza i Bohdana Korzeniewskiego. Ekranizacja komedii „Zemsta” Aleksandra Fredry. 
Zdjęcia do filmu powstały na zamku w Niedzicy oraz w Józefowie (województwo łódzkie).

## Obsada
- Jan Kurnakowicz – Cześnik Maciej Raptusiewicz
- Jacek Woszczerowicz – Rejent Milczek
- Tadeusz Kondrat – Józef Papkin
- Danuta Szaflarska – Podstolina Hanna Czepiersińska
- Beata Tyszkiewicz – Klara Raptusiewiczówna
- Ryszard Barycz – Wacław Milczek
- Edward Fertner – Dyndalski